# Vasyl Lomachenko
Vasyl Anatoliyovich Lomachenko (em ucraniano: Василь Анатолійович Ломаченко, Bilhorod-Dnistrovskyi, 17 de fevereiro de 1988) é um boxeador ucraniano e atual campeão peso-pena da WBO. É considerado pelos especialistas como um dos mais habilidosos lutadores de boxe do mundo e o melhor pugilista amador de toda história, tendo terminado com um cartel de 396 vitórias e apenas uma derrota no boxe amador. É tido como o melhor peso-pena da atualidade segundo a revista The Ring Magazine.
Nos Jogos Olímpicos de Verão de 2008, realizados em Pequim, na República Popular da China, competiu na categoria pena onde conseguiu a medalha de ouro após vencer a luta final contra o francês Khedafi Djelkhir por superioridade técnica. Quatro anos depois, nos Jogos Olímpicos de 2012, conquistou o bicampeonato olímpico, mas competindo na categoria leve.

## Cartel de Boxe
| Jamaine Ortiz |

| Richard Commey |

| Teófimo López |

| Luke Campbell |

| Anthony Crolla |

| José Pedraza |